# Arnavutköy (Beşiktaş)
Arnavutköy (in greco Μέγα Ρεύμα?, Mega Reuma, "Grande corrente") è una mahalle del distretto di Beşiktaş, Istanbul, sulla costa europea del Bosforo.
Come i vicini quartieri costieri di Kuruçeşme, Bebek e Rumelihisarı, Arnavutköy è noto per i suoi caffé e ristoranti (soprattutto quelli di pesce) sul Bosforo. Il quartiere ha un'area di 443839 m², ed una popolazione di 4 407 abitanti.
Il campus principale dell'Università del Bosforo (fondata nel 1863 con il nome di Robert College) si estende tra i quartieri di Arnavutköy e Bebek.

## Origini del nome
La toponomastica Arnavutköy, letteralmente "Baia degli Albanesi", deriva dalla presenza numerosa di albanesi (chiamati "arnavut" in turco) nel periodo dell'Impero ottomano.

## Storia
Nel 1468, il sultano Maometto il Conquistatore deportò molti guerrieri e commercianti albanesi (Arnavut in turco) e li installò in diversi quartieri di Istanbul e dei dintorni. Fra questi c'era il futuro Arnavutköy, nome che significa villaggio albanese.
Nel 1863, il Robert College, la più antica scuola americana al di fuori degli Stati Uniti, fu fondata qui. Il campus originariamente si estendeva da Arnavutköy sino alle vicinanze di Bebek e Rumelihisarı. Nel 1971, una sezione di questo campus divenne parte dell'Università Boğaziçi, che in precedenza era la sezione universitaria della scuola. La sezione delle scuole superiori, precedentemente chiamata Robert Academy (RA) è ancora una scuola americana e si trova nel lato di Arnavutköy dello storico campus del Robert College.
Secondo il Salname, la popolazione totale del distretto era di 7 482 abitanti ed etnograficamente composta da 5.973 Rūm, 493 musulmani, 342 armeni, 32 ebrei e 642 persone di altra nazionalità nel 1912.
Arnavutköy era storicamente famosa per la sua fragola ottomana, un tipo meno succoso e più piccolo delle solite fragole trovate in tutta la Turchia. Ad oggi, alcuni campi di fragole sopravvivono nell'entroterra del distretto e ogni primavera i mercati locali sono saccheggiati dagli amanti delle fragole.